# 秦岭蟹甲草
秦岭蟹甲草（学名：Parasenecio tsinlingensis）为菊科蟹甲草属下的一个种。

## 扩展阅读
- 維基物種上的相關：秦岭蟹甲草